# Лореджа
Лорѐджа (на италиански: Loreggia; на венециански: Loreja, Лорея) е градче и община в Северна Италия, провинция Падуа, регион Венето. Разположено е на 26 m надморска височина. Населението на общината е 7259 души (към 2010 г.).